# Røysa (kulle i Antarktis)
Røysa är en kulle i Antarktis. Den ligger i Östantarktis. Norge gör anspråk på området. Toppen på Røysa är 2 120 meter över havet, eller 70 meter över den omgivande terrängen. Bredden vid basen är 0,76 km.
Terrängen runt Røysa är lite kuperad. Trakten är obefolkad. Det finns inga samhällen i närheten.